# Martin Kamburov
Martin Kamburov (in bulgaro Мартин Камбуров?; Svilengrad, 13 ottobre 1980) è un ex calciatore bulgaro, di ruolo attaccante.
È il primatista di reti nella massima divisione bulgara.

## Carriera

### Club
Inizia la carriera nel Botev Plovdiv, con cui esordisce nella stagione 1998-1999 e realizza, diciottenne, il suo primo gol, nella partita di massima divisione bulgara persa per 3-1 contro il Neftohimik Burgas, il 6 marzo 1999. Passato al Lokomotiv Plovdiv nel 2000, l'anno dopo gioca nello Svilengrad, squadra della sua città natale, e nel 2001 torna al Botev.
Nell'estate del 2001 si trasferisce allo Spartak Pleven e nel 2002 torna al Lokomotiv Plovdiv, di cui veste la maglia per i quattro anni seguenti, vincendo il campionato nel 2003-2004 e ottiene il terzo posto nel 2004-2005; in entrambe le annate è capocannoniere della massima serie bulgara, rispettivamente con 26 reti e 27 reti, per un totale di 53 gol in 58 presenze in campionato.
Nel 2006 passa ai sauditi dell'Al-Ahli in cambio di 2 milioni di euro. Ritornato al Lokomotiv Plovdiv dopo qualche mese, nel 2007 si accasa ai greci dell'Asteras Tripolīs, che ne rilevano le prestazioni per 400 000 euro. Nel 2008 torna in patria, al Lokomotiv Sofia, in cambio di 250 000 euro. Segna 17 gol in 15 presenze di campionato alla prima stagione e firma 16 marcature in 29 giornate del torneo bulgaro nella seconda, durante la quale si afferma ancora come capocannoniere del campionato (terza volta in cinque anni).
Nel 2010 si sposta in Cina, al Dalian Shide, per mezzo milione di euro. Nel 2012 fa ritorno in patria, al CSKA Sofia, con cui disputa una 11 partite realizzando un gol. Tornato al Lokomotiv Plovdiv a titolo gratuito nel 2013, vi rimane per una stagione e realizza 20 gol (una tripletta, quattro doppiette e il gol su calcio di rigore che consente al suo club di battere il CSKA Sofia per 2-0), riuscendo a vincere per la quarta volta il titolo di miglior marcatore del torneo bulgaro.
Nel 2014 il CSKA Sofia decide di acquistare nuovamente Kamburov ma, dopo averlo utilizzato per un paio di incontri in Europa League (i bulgari sono eliminati dalla competizione dallo Zimbru Chișinău, a causa della regola dei gol fuori casa), l'attaccante rescinde il contratto con la società e fa ritorno al Lokomotiv Plovdiv, per la quarta volta nella propria carriera. Vi rimane per un triennio, segnando 47 gol in campionato; si laurea capocannoniere del campionato bulgaro nel 2015-2016. Nel 2017 è in forza al Beroe, dove resta per tre anni, segnando 48 gol in massima serie e vincendo ancora il titolo di capocannoniere del campionato nel 2019-2020.
Nel 2020 si accasa al CSKA 1948 Sofia, con cui segna 9 reti in una stagione. Nel 2021 torna al Beroe, con cui il 13 settembre 2021 batte il primato di gol nel massimo campionato bulgaro, in precedenza appartenuto a Petăr Žekov, realizzando il 254° gol in campionato in occasione di Beroe-Carsko Selo (1-0).

## Palmarès

### Club
- Campionato bulgaro: 1

Lokomotiv Plovdiv: 2003-2004
- Supercoppa di Bulgaria: 1

Lokomotiv Plovdiv: 2004
- Coppa della Corona del Principe saudita: 1

Al-Ahli: 2007
- Coppa Principe Faysal Bin Fahd: 1

Al-Ahli: 2007

### Individuali
- Capocannoniere del campionato bulgaro: 6

2003-2004 (25 gol), 2004-2005 (27 gol), 2008-2009 (16 gol), 2013-2014 (20 gol, assieme a Wilmar Jordán Gil), 2015-2016 (18 gol), 2019-2020 (18 gol)